# Chŏng Ch'ŏl
Chŏng Ch'ŏl (1536 – 1593) è stato un politico e poeta coreano.
Fu uno dei principali esponenti del gasa e del sijo, due forme di poesia coreana.
In suo onore è stato battezzato il cratere Chŏng Ch'ŏl, sulla superficie di Mercurio.